# Stora ligan
Stora ligan eller Tjuvligan var ett namn på den stöldliga som härjade i Gamla stan i Stockholm vid slutet av 1800-talet och som avslöjades och ställdes inför rätta 1895. Det var ett på sin tid uppmärksammat rättsfall som involverade omkring 40 personer i utredningen och resulterade i 15 domar. Ligan bestod av 10–15 pojkar och unga män som ägnade sig åt stöld och sålde tjuvgods till hälaren Hedvig "Morsan" Aronsson. 

## Ligans uppkomst och verksamhet
Hedvig Aronsson, född Sjögren, kom till Stockholm från Småland under 1870-talet. Hon hade, efter att ha blivit änka och efter två skilsmässor, ensamt försörjningsansvar för två barn och tre styvbarn. Hon försökte först försörja sig med ägghandel och klädmäkleri, men snart började Hedvig Aronsson och hennes svägerska Emma Aronsson ägna sig åt att köpa och sälja vidare stöldgods, ofta kläder, skor, husgeråd och verktyg. De etablerade en fast liga av leverantörer i en tjuvliga bestående av cirka 10–15 unga män och pojkar, av vilka de flesta var arbetslösa.

## Slutet på ligan och konsekvenserna
Affärerna blev framgångsrika, men 1895 sprängdes ligan av två polisdetektiver, som upptäckte stulet gods i Hedvig Aronssons butik. Hedvig Aronsson och svägerskan förnekade vetskap om att varorna var stulna och påstod att de hade köpt dem av okända personer. Pojkarna i stöldligan avslöjade dem dock som hälare under förhör. I juli 1895 häktades 41 personer. Medlemmarna dömdes till fängelse, straffarbete och böter. Centralfiguren Hedvig Aronsson dömdes till straffarbete i ett år och tre månader, förlust av medborgerligt förtroende i två år och 300 kronor i böter; efter avtjänat straff på Stockholms länsfängelse utvandrade hon 1898 till USA, där två av hennes söner bodde. Svägerskan Emma Aronsson blev kvar i Stockholm och försörjde sig som sömmerska och avled 1958.

## Medlemmar i ligan
Bland medlemmarna i ligan nämns Ture "Turken" Eriksson (1875–1930), som beskrivs som ledande i ligan, Oscar "Gille" Vigelius, senare Ahlstrand (1880–1928), Carl Wilhelm "Piggen" Strand (1877–1906), Hjalmar "Räpan" Löfgren (född 1877), Claes Herman "Lill-Pia" Pettersson eller Hellström (född 1878), Karl August "Stor-Pia" Pettersson eller Hellström (1876–1930) och Johan Ludvig "Ludde" Larsson (född 1877). 